# Allison T56
Allison T56 je americký jednohřídelový turbovrtulový motor modulární konstrukce se čtrnáctistupňovým axiálním kompresorem a čtyřstupňovou turbínou. Původně byl vyvinut společností Allison Engine Company pro transportní letoun Lockheed C-130 Hercules transport a do výroby vstoupil v roce 1954. Od roku 1995 je vyráběn společností Rolls-Royce, která získala firmu Allison. Komerční verze nese označení 501-D. Od roku 1954 bylo vyrobeno 18 000 motorů, které nalétaly více než 200 milionů letových hodin.

## Použití
- Aero Spacelines Super Guppy
- Boeing Vertol XCH-62
- Convair 580 a Convair 5800
- Grumman C-2 Greyhound
- Lockheed C-130 Hercules
- Lockheed CP-140 Aurora
- Lockheed L-100 Hercules
- Lockheed L-188 Electra
- Lockheed P-3 Orion
- Northrop Grumman E-2 Hawkeye
- Piasecki YH-16B Transporter

## Specifikace (T56 Series IV)
Zdroj Rolls-Royce.

### Technické údaje
- Typ: Turbovrtulový motor
- Průměr: 690 mm
- Délka: 3 710 mm
- Hmotnost suchého motoru: 880 kg
- Palivo:
- Mazání:

- Kompresor: Axiální, čtrnáctistupňový
- Spalovací komory: šest trubkových
- Turbína: čtyřstupňová

### Výkony
- Maximální výkon: 4 350 shp (3 240 kW) omezený na 4 100 shp (3 100 kW)
- Teplota plynů před turbínou: 860 °C
- Spotřeba paliva 2 412 lb/h (1 094 kg/h)
- Poměr hmotnosti ku výkonu: 2,75 shp/lb (4,52 kW/kg)